# Mile Starčević (1862–1917)
Mile Starčević (Žitnik, 1862. szeptember 28. – Zágráb, 1917. március 10.) horvát jobboldali politikus, ügyvéd és újságíró volt, a Tiszta Jogok Pártjának és a Starčević Jogok Pártjának egyik alapítója. A horvátok által a „Nemzet Atyjának” tartott Ante Starčević unokaöccse volt.

## Élete
Mile Starčević a Gospić melletti Žitnikben született 1862-ben. A zágrábi Klasszikus Gimnáziumba járt, amelyet 1883-ban végzett el. Jogi tanulmányait 1889-ben Zágrábban végezte. Josip Frank ügyvédi irodájában volt gyakornok. 1892-től ügyvédként dolgozott Zágrábban. 1892 és 1917 között országgyűlési képviselő volt. Nagybátyja, Ante Starčević mellett ő volt az egyik legaktívabb jobboldali politikus. A Jogpárt 1894-es programjának elfogadása mellett érvelt, amellyel hozzájárult a Monarchián belül a horvát kérdés megoldásához. A Jogok Pártjában bekövetkezett pártszakadás után is mellette maradt, 1895-ben pedig a Tiszta Jogok Pártjának egyik alapítója volt. Miután I. Ferenc József 1895-ös zágrábi látogatása alkalmából 1895. okróber 16-án horvát diákok egy csoportja a magyar politikával kapcsolatos elégedetlenségük kifejezésként tiltakozásul elégették a magyar zászlót, az 1895. novemberi tárgyaláson Starčević, valamint más neves zágrábi ügyvédek, Marijan Derenčin, August Harambašić, Oskar Kornitzer, Milan Petračić, Franko Potočnjak, Ivan Ružić és Šime Mazzura védték őket.
1896. február 28-án meghalt Ante Starčević, akit Josip Frank követett az elnöki székben. Amikor az 1908-as választásokon a Tiszta Jogok Pártjának csak egyetlen jelöltje, Milan Ogrizović lett képviselő, Frank társai között felerősödött a vágy, hogy „visszatérjenek” Ante Starčević irányvonalához, melyet Mile Starčević meg is tett. Így 1908. április 24-én a Tiszta Jogok Pártjában szakadás történt. Ennek oka az volt, hogy egyes jogpártiak egy teljesen független Horvátországot akartak, anélkül, hogy Bécsre támaszkodnának. Mile Starčević, David Starčević, Luka Starčević, Ante Pavelić, Franjo Kurfin és Ivan Peršić kiléptek a Tiszta Jogok Pártjából. Ez a csoport új pártot alapított, melynek a neve Starčević Jogok Pártja (Starčevićeva stranka prava) lett. Ennek a pártnak a híveit Mile Starčević után „milinovcinak” hívták. A következő időszakban, Bosznia-Hercegovina annektálása után Starčević pártja megszilárdult. Ugyanebben az évben elindította a Hrvatska sloboda című újságot, amelynek főszerkesztője volt. 1912-ben pártja a trializmus megvalósításának eszméjével összhangban szövetségre lépett a Frano Supilo és Svetozar Pribićević vezette horvát–szerb koalícióval. Az első világháború kitörése után a horvát kérdés Osztrák–Magyar Monarchián belüli megoldásának álláspontját képviselte, de még a háború alatt felhagyott a politizálással. Zágrábban hunyt el 1917. március 10-én.

## Művei
- Govor Dr. Mile Starčevića zastupnika kotara sv. Ivan-Zelina izrečen u hrvatskom saboru 16. kolovoza 1892. u razpravi ob adresi, Tisak i naklada Antuna Scholza, Zagreb, 1892.
- Govor zastupnika naroda Dra. Mile Starčevića izrečen u proračunskoj razpravi Hrvatskoga Sabora dne 17. siečnja 1902: Po stenogr. zapisniku, Prva hrvatska radnička Tisk. Zagreb, 1902.
- Govor Dra. Mile Starčevića nar. zastupnika kotara Sv. Ivan Zelina o amnestiji: izrečen u hrvatskom saboru 20.lipnja 1903., Tiskom Prve hrvatske radničke tiskare, Zagreb, 1903.
- Govori dra Mile Starčevića zastupnika zelinskoga: izrečeni u zimskom zasjedanju hrvatskog sabora 1903. – 1904.: (po stenografskih zapisnicih), Tiskom Prve hrvatske radničke tiskare, Zagreb, 1904.
- Govor Dra Mile Starčevića: zastupnika zelinskoga izrečen na sjednici hrvatskoga sabora 24. siečnja 1905. o proračunu, Tiskom prve hrvatske radničke tiskare, Zagreb, 1905.
- Interpelacija zastupnika zelinskoga dra. Mile Starčevića: stavljena u sjednici hrvatskoga sabora 12. siječnja 1905. glede ličkih neprilika, Tiskom prve hrvatske radničke tiskare, Zagreb, 1905.
- Na obranu istine, Scholz, Zagreb, 1909.
- Govori Dra. Mile Starčevića zastupnika Sv. Ivan - Zelinskoga izrečeni u hrvatskom saboru tečajem g. 1910., Tisk. Hrv. Stranke prava, Zagreb, 1910.
- Strossmayerov jubilej, Hrvatska tiskara, Zagreb, 1914.
- Govor i interpelacija dra. Mile Starčevića zastupnika Sv. Ivana-Zelinskoga, o magjarskih školah u sjednici od 17. veljače 1914., Tisak Hrvatske tiskare, Zagreb, [1914?]

## Fordítás
Ez a szócikk részben vagy egészben  a   Mile Starčević című horvát Wikipédia-szócikk ezen változatának fordításán alapul.  Az eredeti cikk szerkesztőit annak laptörténete sorolja fel. Ez a jelzés csupán a megfogalmazás eredetét és a szerzői jogokat jelzi, nem szolgál a cikkben szereplő információk forrásmegjelöléseként.